# Valerianella florifera
Valerianella florifera är en kaprifolväxtart som beskrevs av Lloyd Herbert Shinners. Valerianella florifera ingår i släktet klynnen, och familjen kaprifolväxter. Inga underarter finns listade i Catalogue of Life.